# George Goschen, 1:e viscount Goschen
George Joachim Goschen, 1:e viscount Goschen, född 10 augusti 1831 i London, död 7 februari 1907, var en brittisk politiker, ämbetsman och företagsledare, guvernör i Hudson bay-kompaniet, sonson till Georg Joachim Göschen, far till George Goschen, 2:e viscount Goschen, samt bror till Edward Goschen.
Goschen var son till en invandrad tysk köpman i London och sonson till den kände bokförläggaren Georg Joachim Göschen i Leipzig. Han ägnade sig åt affärsverksamhet och var bankdirektör, då han utgav The Theory of the Foreign Exchanges (1863, svensk översättning 1892), ett försvar för frihandeln, som väckte stor uppmärksamhet och 1863 förskaffade Goschen en plats i underhuset. 1865 kom han med i Russels regering, där han bland annat var kansler för hertigdömet Lancaster. 
I Gladstones första regering visade han sig som en duktig administrator av fattigvården 1868–1871, och 1871–1874 var han marinminister. Goschen sändes till Egypten som långivarnas representant hos kediven Ismail Pascha, och deltog 1878 i den internationella myntkonferensen i Paris , där han uttalade sig för guldmyntfoten. 1880 sändes han till Konstantinopel en extraordinär beskickning, där han bidrog till att utverka Thessaliens på Berlinkongressen 1878 beslutade avträdande till Grekland. 1883 utgav Goschen en manchesterliberal skrift, Laisez faire and Government interference. 
Goschen, som fjärmat sig politiskt från Gladstone redan i slutet av 1870-talet, var 1887–1892 finansminister i Lord Salisburys regering och gjorde som sådan enorma besparingar genom konvertering av statsskulden. 1895–1900 var han Salisburys marinminister.
År 1900 adlades han som viscount Goschen och övergick därmed till överhuset.